# Cmentarz parafialny w Szczawnicy
Cmentarz parafialny w Szczawnicy zwany Cmentarzem pod Huliną – cmentarz parafialny w Szczawnicy przy ulicy Głównej 65.

## Historia
Już w 1879 roku rozpatrywano zamknięcie Cmentarza Szalayowskiego w centrum Szczawnicy i lokalizację nowego cmentarza na obrzeżu miasta. Stało się to dopiero pod koniec XIX wieku. Pierwsze pochówki na nowym cmentarzu odbyły się w 1895 roku. Popularna nazwa tej nekropolii pochodzi od nazwy lesistego wzgórza, leżącego naprzeciw cmentarza, po drugiej stronie Grajcarka.

## Ważniejsze obiekty
Wśród wielu grobów można znaleźć m.in.:
- Grób inż. Jana Kalinowskiego – dyrektora Uzdrowiska Szczawnica w latach 1921–1932.
- Grób rodziny Kołączkowskich – lekarzy i zarządców uzdrowisk szczawnickich, w tym: Józefa – protoplasty rodu, jego córki Marii i jej męża Bogusława Kołączkowskich oraz jego wnuka Zbigniewa.
- Grób rodziny de Pourbaix – w którym są pochowani: Kamil de Pourbaix, jego żona Maria Aniela Miączyńska i ich syn Kazimierz.
- Grób Pawła Grawicza – artysty fotografika Szczawnicy, Pienin i Krakowa, fotoreportera, zwanego kronikarzem Sanktuarium Matki Boskiej Ludźmierskiej.
- Grób Artura Wernera, lekarza, i jego żony Anny – założycieli Klubu Sportowego Pieniny.
- Grobowiec rodziny Durkalców. Spoczywają w nim Ernest Durkalec ps. Sław, Helena Durkalec ps. Sława, ich syn Bolesław ps. Sławek oraz Maria Zawadzka ps. Chodak, żołnierze AK. Przez zaangażowanie Ernesta i Heleny w Armii Krajowej Niemcy spalili kierowane przez nich schronisko na Lubaniu (w którym również szpital polowy prowadził Artur Werner). Ich syn Bolesław był podchorążym w oddziale „Wilka”. Zginął 21 lutego 1944 roku w walce z Niemcami na Przysłopie.
- Grób – pomnik żołnierzy Armii Krajowej z oddziału „Wilka” poległych w czasie niemieckiej obławy 21 lutego 1944 roku na Przysłopie. Spoczywają w nim:
  - strz. Jan Rogal ps. Żbik (ur. w 1919 w Waksmudzie)
  - strz. Józef Rogal ps. Strzała (ur. w 1925 w Waksmudzie)
  - strz. Józef Cyrwus ps. Kruk (ur. w 1920 w Waksmudzie)
  - strz. Franciszek Klimowski ps. Wicher (ur. w 1922 w Nowym Targu).
- Grób ks. proboszcza Michała Matrasa, zasłużonego historyka Szczawnicy[2].
- Grób Michała Słowika-Dzwona, poety i pisarza, a także współzałożyciela Muzeum Pienińskiego i działacza ruchu Związku Podhalan[3].
- Grobowiec – pomnik ks. kanonika Jana Kozioła (1894–1942), uwielbianego przez Szczawniczan katechety i spowiednika, nieformalnego świętego[4].
- Grób ppłk. Józefa Jamy, kawalera Krzyża Oficerskiego Orderu Odrodzenia Polski.
- Groby wielu kurierów AK („do Budapesztu”), w tym:
  - Andrzeja Gąsienicy-Makowskiego ps. Janosik
  - Adolfa Kapłaniaka
  - Macieja Mastalskiego
  - Władysława Mastalskiego.
- Oznaczone emblematami z niebieskim krzyżem groby wielu ratowników pienińskiego (podhalańskiego) GOPR-u.
- W krypcie kaplicy pochowano ks. infułata Stanisława Wacha.

Przy wejściu na cmentarz znajduje się kapliczka poświęcona konfederatom barskim, którzy zginęli w pobliżu w 1770 roku. Kapliczka została przeniesiona na tutejszy cmentarz w 2006 roku w związku z zabudową oryginalnego miejsca jej lokalizacji.

Cmentarz pod Huliną powoli się wypełnia. W 2010 roku Urząd Miasta i Gminy Szczawnica ogłosił, że rozstrzygnął przetarg na budowę nowego cmentarza. Nowa nekropolia ma powstać na granicy miasta i miejscowości Szlachtowa w tzw. „Malinowie”. Do 2014 roku wybudowano kaplicę, nowy cmentarz ogrodzono i wybudowano bramy wjazdowe.